# جام برندگان جام آفریقا
جام برندگان جام آفریقا یک رقابت فوتبال بود که در سال ۱۹۷۵ آغاز شد و در سال ۲۰۰۴ با جام آفریقا ادغام شد و جام کنفدراسیون آفریقا را تشکیل داد. این رقابت بین باشگاه‌های برنده جام‌های داخلی در کشورهای وابسته به کاف بود و از جام برندگان جام اروپا الگوبرداری شد.

## تاریخچه
این مسابقات در ابتدای سال ۱۹۷۵ توسط کنفدراسیون فوتبال آفریقا به الگوبرداری جام برندگان جام اروپا، تأسیس شد. برای اولین دوره، پانزده تیم شرکت کردند و باشگاه کامرونی تونره یائونده پس از شکست دادن استلا آبیجان ساحل عاجی در فینال، اولین برنده این جام شد.

## قهرمانان

### باشگاهی
| باشگاه                | قهرمانی | نایب قهرمانی | سال قهرمانی            | سال نایب قهرمانی |
| --------------------- | ------- | ------------ | ---------------------- | ---------------- |
| الاهلی                | ۴       | ۰            | ۱۹۸۴، ۱۹۸۵، ۱۹۸۶، ۱۹۹۳ |                  |
| مقاولون عرب           | ۳       | ۰            | ۱۹۸۲، ۱۹۸۳، ۱۹۹۶       |                  |
| آفریقا اسپورتس آبیجان | ۲       | ۲            | ۱۹۹۲، ۱۹۹۹             | ۱۹۸۰، ۱۹۹۳       |
| ستاره ساحلی           | ۲       | ۰            | ۱۹۹۷، ۲۰۰۳             |                  |
| کانون یائونده         | ۱       | ۳            | ۱۹۷۹                   | ۱۹۷۷، ۱۹۸۴، ۲۰۰۰ |
| تونره یائونده         | ۱       | ۱            | ۱۹۷۵                   | ۱۹۷۶             |
| گور ماهیا             | ۱       | ۱            | ۱۹۸۷                   | ۱۹۷۹             |
| لاینز                 | ۱       | ۱            | ۱۹۹۰                   | ۱۹۹۱             |
| پاور دیناموس          | ۱       | ۱            | ۱۹۹۱                   | ۱۹۸۲             |
| اسپرانس               | ۱       | ۱            | ۱۹۹۸                   | ۱۹۸۷             |
| شوتینگ استارز         | ۱       | ۰            | ۱۹۷۶                   |                  |
| انوگو رنجرز           | ۱       | ۰            | ۱۹۷۷                   |                  |
| هورویا                | ۱       | ۰            | ۱۹۷۸                   |                  |
| مازمبه                | ۱       | ۰            | ۱۹۸۰                   |                  |
| یونیون دوالا          | ۱       | ۰            | ۱۹۸۱                   |                  |
| بنزرتی                | ۱       | ۰            | ۱۹۸۸                   |                  |
| المریخ                | ۱       | ۰            | ۱۹۸۹                   |                  |
| موتما پمبه            | ۱       | ۰            | ۱۹۹۴                   |                  |
| القبائل               | ۱       | ۰            | ۱۹۹۵                   |                  |
| زمالک                 | ۱       | ۰            | ۲۰۰۰                   |                  |
| کایزر چیفس            | ۱       | ۰            | ۲۰۰۱                   |                  |
| الوداد                | ۱       | ۰            | ۲۰۰۲                   |                  |
| آفریقایی              | ۰       | ۲            |                        | ۱۹۹۰، ۱۹۹۹       |
| بریج                  | ۰       | ۲            |                        | ۱۹۹۵، ۲۰۰۳       |
| استلا آبیجان          | ۰       | ۱            |                        | ۱۹۷۵             |
| نصر حسین دای          | ۰       | ۱            |                        | ۱۹۷۸             |
| استیشنری استورز       | ۰       | ۱            |                        | ۱۹۸۱             |
| آگازا                 | ۰       | ۱            |                        | ۱۹۸۳             |
| لیوینتس یونایتد       | ۰       | ۱            |                        | ۱۹۸۵             |
| سوگارا                | ۰       | ۱            |                        | ۱۹۸۶             |
| رانچرز بیز            | ۰       | ۱            |                        | ۱۹۸۸             |
| بندل اینسورانس        | ۰       | ۱            |                        | ۱۹۸۹             |
| ویتالو                | ۰       | ۱            |                        | ۱۹۹۲             |
| تاسکر                 | ۰       | ۱            |                        | ۱۹۹۴             |
| سودیگراف              | ۰       | ۱            |                        | ۱۹۹۶             |
| ارتش سلطنتی مراکش     | ۰       | ۱            |                        | ۱۹۹۷             |
| پریمیرو ده آگوستو     | ۰       | ۱            |                        | ۱۹۹۸             |
| اینترکلوب             | ۰       | ۱            |                        | ۲۰۰۱             |
| آسانته کوتوکو         | ۰       | ۱            |                        | ۲۰۰۲             |

### کشوری
| کشور                  | قهرمانی | نایب قهرمانی |
| --------------------- | ------- | ------------ |
| مصر                   | ۸       | ۰            |
| تونس                  | ۴       | ۳            |
| نیجریه                | ۳       | ۷            |
| کامرون                | ۳       | ۴            |
| ساحل عاج              | ۲       | ۳            |
| جمهوری دموکراتیک کنگو | ۲       | ۱            |
| کنیا                  | ۱       | ۲            |
| الجزایر               | ۱       | ۱            |
| مراکش                 | ۱       | ۱            |
| زامبیا                | ۱       | ۱            |
| گینه                  | ۱       | ۰            |
| آفریقای جنوبی         | ۱       | ۰            |
| سودان                 | ۱       | ۰            |
| آنگولا                | ۰       | ۲            |
| بوروندی               | ۰       | ۱            |
| گابن                  | ۰       | ۱            |
| غنا                   | ۰       | ۱            |
| توگو                  | ۰       | ۱            |